# Olga Pall
Olga Pall (ur. 3 grudnia 1947 w Göstling an der Ybbs) – austriacka narciarka alpejska, złota medalistka igrzysk olimpijskich i mistrzostw świata oraz zdobywczyni Małej Kryształowej Kuli Pucharu Świata w klasyfikacji zjazdu.

## Kariera
Pierwszy sukces w karierze Olga Pall osiągnęła w 1965 roku, wygrywając bieg zjazdowy w Madonna di Campiglio. Od 1966 roku była członkinią reprezentacji Austrii, a w sezonie 1966/1967 zadebiutowała w Pucharze Świata. Pierwsze punkty wywalczyła 18 stycznia 1967 roku w Schruns, gdzie w zjeździe zajęła szóste miejsce. W zawodach tego cyklu pięciokrotnie stawała na podium: 17 stycznia 1968 roku w Bad Gastein, 10 lutego 1968 roku w Grenoble i 31 stycznia 1969 roku w St. Anton wygrywała zjazd, a 15 marca 1968 roku w Aspen była druga w tej konkurencji. Ponadto 3 stycznia 1969 roku w Oberstaufen zajęła drugie miejsce w gigancie. Najlepsze wyniki osiągnęła w sezonie 1967/1968, kiedy była ósma w klasyfikacji generalnej, a w klasyfikacji zjazdu zdobyła Małą Kryształową Kulę. W klasyfikacji zjazdu była też trzecia w sezonie 1968/1969, ulegając tylko swej rodaczce Wiltrud Drexel i Francuzce Isabelle Mir.
W lutym 1968 roku wystartowała na igrzyskach olimpijskich w Grenoble, gdzie zwyciężyła w biegu zjazdowym. W zawodach tych o 0,46 sekundy wyprzedziła Isabelle Mir, a o 0,54 sekundy pokonała broniącą tytułu Christl Haas. Na tej samej imprezie zajęła także piąte miejsce w gigancie oraz dziewiąte w slalomie. Wystartowała także na rozgrywanych dwa lata później mistrzostwach świata w Val Gardena, gdzie w swoim jedynym starcie zajęła trzynaste miejsce w zjeździe. Kilkukrotnie zdobywała medale mistrzostw Austrii, w tym złote w zjeździe w latach 1968 i 1969. W 1970 roku zakończyła karierę.
W 1968 roku została wybrana sportowcem roku w Austrii. W 1996 roku otrzymała Odznakę Honorową za Zasługi dla Republiki Austrii.
Po zakończeniu kariery sportowej pracowała jako fizjoterapeutka. Pracowała między innymi z reprezentacją kraju podczas igrzysk olimpijskich w Lake Placid w 1980 roku oraz rozgrywanych cztery lata później igrzysk w Sarajewie. W latach 1990–2002 była wiceprezydentem Austriackiego Związku Narciarskiego, a następnie nadano jej tytuł Prezydenta Honorowego tego związku.

## Osiągnięcia

### Igrzyska olimpijskie
| Miejsce | Dzień     | Rok  | Miejscowość | Konkurencja | Czas biegu  | Strata  | Zwyciężczyni       |
| ------- | --------- | ---- | ----------- | ----------- | ----------- | ------- | ------------------ |
| 1.      | 10 lutego | 1968 | Grenoble    | Zjazd       | 1:40,87 min | -       | -                  |
| 9.      | 13 lutego | 1968 | Grenoble    | Slalom      | 1:25,86 min | +5,25 s | Marielle Goitschel |
| 5.      | 15 lutego | 1968 | Grenoble    | Gigant      | 1:51,97 min | +3,64 s | Nancy Greene       |

### Mistrzostwa świata
| Miejsce | Dzień     | Rok  | Miejscowość | Konkurencja | Czas biegu  | Strata     | Zwyciężczyni       |
| ------- | --------- | ---- | ----------- | ----------- | ----------- | ---------- | ------------------ |
| 1.      | 10 lutego | 1968 | Grenoble    | Zjazd       | 1:40,87 min | -          | -                  |
| 9.      | 13 lutego | 1968 | Grenoble    | Slalom      | 1:25,86 min | +5,25 s    | Marielle Goitschel |
| 5.      | 15 lutego | 1968 | Grenoble    | Gigant      | 1:51,97 min | +3,64 s    | Nancy Greene       |
| 5.      | 15 lutego | 1968 | Grenoble    | Kombinacja  | 16,31 pkt   | +36,19 pkt | Nancy Greene       |
| 13.     | 11 lutego | 1970 | Val Gardena | Zjazd       | 1:58,34 min | +4,97 s    | Annerösli Zryd     |

### Puchar Świata

#### Miejsca w klasyfikacji generalnej
- sezon 1966/1967: 19.
- sezon 1967/1968: 8.
- sezon 1968/1969: 13.
- sezon 1969/1970: 29.

#### Miejsca na podium
1. Bad Gastein – 17 stycznia 1968 (zjazd) – 1. miejsce
2. Grenoble – 10 lutego 1968 (zjazd) – 1. miejsce
3. Aspen – 15 marca 1968 (zjazd) – 2. miejsce
4. Oberstaufen – 3 stycznia 1969 (gigant) – 2. miejsce
5. St. Anton – 31 stycznia 1969 (zjazd) – 1. miejsce